# Sangen til livet
Sangen til livet är en norsk svartvit dramafilm från 1943 i regi av Leif Sinding. I huvudrollen som Sigurd Braa ses Erling Drangsholt.

## Handling
Sigurd Braa växte upp under fattiga förhållanden men har kämpat sig uppåt och blivit generaldirektör för Braaverkene. Han är lyckligt gift med Eli och tillsammans har de dottern Gerda. Braa har en bitter dödsfiende i professor Roll som förföljer Braa vart han än går och som vänder hans vänner emot honom. Hos Braa arbetar överingenjör Rud och tillsammans med professorn och advokat Brahm inleds en komplott mot Braa. Professorn tar över aktiemajoriteten i företaget. Braa anklagas för att försnilla pengar och sätts i fängelse.
Eli har under en längre tid varit sjuk men undanhållit detta för maken. Medan han är i fängelse dör hustrun under en övning med arbetarnas sångkör. Arbetarna tycker om Braa och avskyr Roll som nu har tagit Braas position som generaldirektör. Den unge arbetaren Særlig Nordahl är särskilt arg. En kväll brinner ett skott av just som Roll ska stiga in i sin bil. Han dör inte, men misstänker Nordahl för dådet.
Braa kommer ut ur fängelset och arbetarna flockas kring honom. De kräver att hämnas Roll. Braa fruktar det värsta och en dag söker han upp Roll och säger att arbetarna är på väg mot huset. När arbetarna anländer sjunger de till Rolls stor förvåning en hymn till hans ära. Braa har nämligen ordnat så att arbetarna fått en summa pengar och sagt att de kommer från Roll.

## Rollista
- Erling Drangsholt – Sigurd Braa, generaldirektör
- Else Budde – Eli, hans hustru
- Lilleba Svenssen – Gerda, Sigurds och Elis dotter
- Liv Uchermann Selmer – Fru Kamp, Elis mor
- Finn Lange	– Jørgen Roll, direktör och professor
- Einar Vaage – Brahm, advokat
- Oscar Amundsen – Rud, överingenjör
- Folkmann Schaanning – Storm, doktor
- Joachim Holst-Jensen	– Graali, redaktör
- Ragnhild Østerbye – Laura, hans hustru
- Tryggve Larssen	 – Lars Utgaren
- Henny Skjønberg – Amanda Sivertsen, hushållerska hos Braa
- Gunnar Simenstad – Nordahl
- Erna Schøyen – fröken Dahle, lärare
- Inge Fjørtoft – Josefson, Rolls sekreterare
- Maria Flood – Anna
- Liv Hagerup – Lovise
- Hjørdis Lauenberg – Sigrid
- Sophus Dahl – fängelsedirektören
- Jon Birkhoel – en dansare
- Thorleif Mikkelsen – arbetardelegationens förman
- Per Cedergren – politiker

## Om filmen
Sangen til livet regisserades av Leif Sinding som också skrev manus baserat på Johan Bojers pjäs Sigurd Braa från 1916. Filmen producerades av bolaget Efi produksjon AS med Sinding som produktionsledare. Kåre Bergstrøm var fotograf och Olav Engebretsen klippare. Filmen premiärvisades den 1 oktober 1943 i Norge.

## Musik
- "Sangen til livet", musik: Jolly Kramer-Johansen, text; Arne Stig
- "Minnenas vals", musik: Jolly Kramer-Johansen, text; Arne Stig